# Tabanus ictericus
Tabanus ictericus är en tvåvingeart som beskrevs av Surcouf 1922. Tabanus ictericus ingår i släktet Tabanus och familjen bromsar. Inga underarter finns listade i Catalogue of Life.